# Роџер Чафи
Роџер Брус Чафи (енгл. Roger Bruce Chaffee; Гранд Рапидс, 15. фебруар 1935 — Кејп Канаверал, 27. јануар 1967) био је амерички пилот, инжењер, астронаут. Изабран је за астронаута 1963. године. Постхумно је одликован Конгресном свемирском медаљом части.
Пре него што је изабран за астронаута, летео је као борбени пилот Америчкој ратној морнарици, истакавши се током Кубанске ракетне кризе, за шта је одликован. Студирао је на мастер студијама технике поузданости Технолошког института Ратног ваздухопловства САД, али студије није завршио.
Био је одређен за пилота мисије Аполо 1 уместо Дона Ајзлија, који се повредио, и то је требало да буде његов први лет у свемир. У време смрти 27. јануара 1967. имао је непуне 32 године и чин капетана корвете. Иза себе је оставио супругу, сина и кћер. Његово име се нашло на плакети Пали астронаут коју су астронаути Апола 15 оставили на Месечевој површини 1971. године у знак сећања на колеге који су положили своје животе у име освајања космичких пространстава. Чафи и Грисом сахрањени су на Националном гробљу Арлингтон, док је Вајт сахрањен на гробљу Вест Поинт. Члан је неколико кућа славних и носилац бројних друштвених признања, цивилних и војних одликовања, од којих је најзначајнија добио постхумно.
Током каријере је забележио преко 2.300 часова лета, од тога више од 2.000 на млазњацима.
По завршетку средње школе 1953. године уписао се на Технолошки институт Илиноис као стипендиста Ратне морнарице САД, претходно одбивши могућност да похађа Морнаричку академију САД у Анаполису, али се годину дана касније пребацио на Универзитет Пердју, на којем је дипломирао 1957. године ваздухопловну технику. Чафи је у младости био члан Младих извиђача САД, и имао је највиши чин, Eagle Scout. Иза себе је оставио супругу и двоје деце.

## Галерија
- Чафи у цивилном оделу, 1960-их година
- Чафи у Контроли мисије током лета Џемини 3, 1965. године
- Чафи (лево) и инструктор Максвел Гуд у симулатору, 1965. године
- Чафи (десно), Гас Грисом (средина) и Едвард Вајт, 1966. године
- Роџер Чафи (десно) са колегама Едом Вајтом и Гасом Грисомом, 1967. године
- Име Роџера Чафија (трећи одозго) на плакети уз фигурицу Палог астронаута на Месецу
- Имена Чафија, Грисома и Вајта на Свемирском меморијалном огледалу
- Гроб Гаса Грисома и Роџера Чафија на Националном гробљу Арлингтон, 2013. година
- Споменик Роџеру Чафију у родном Гранд Рапидсу, 2021. година